# موريس كيتشام
موريس كيتشام (بالإنجليزية: Morris Ketchum)‏ هو خبير مالي أمريكي، ولد في 1 فبراير 1796، وتوفي في 1880.